# Дашті Джум
Державний природний заповідник Дашті Джум (тадж. мамнӯъгоҳи  давлатии табии Дашти Ҷум) — природоохоронна зона на півдні Таджикистану. Знаходиться у Хатлонській області за 40 км від найближчого міста Куляб та за 240 км від столиці республіки, міста Душанбе. Влада республіки оголосила «Дашті Джум» офіційною туристичною зоною. Заповідник є єдиним в Центральній Азії резерватом, де збережена популяція гвинторогого козла і унікальне фісташкове рідколісся.

## Характеристика
Заповідник заснований у 1983 році. Площа заповідної зони, що розташувалася на півдні Дарвазького хребта, становить 19,7 тис га. Унікальність цієї території полягає в різноманітності рослин і тварин, що мешкають в горах Шурабадської нохії. У заповіднику мешкають 17 видів рідкісних видів тварин з них 6 видів птахів. До Червоної книги Республіки Таджикистан включені 10 видів ссавців, 6 видів птахів, 1 вид змій і 1 вид рукокрилих, що мешкають на території заповідника, зокрема уріал (Ovis vignei bocharensis), тянь-шанський підвид бурого ведмедя (Ursus arctos isabellinus), середньоазійська видра (Lutra lutra) тощо. Головним охоронним об'єктом заповідника стали гвинторогі козли (або мархури), що занесені у Міжнародну Червону книгу, як вимираючий вид парнокопитних. Гвинторогий козел живе в південній частині гір, де скелі змішуються з луками.
Ще одним видом парнокопитних, що мешкає на території заповідної зони є муфлон. Вони тримаються великими стадами, під час гону становлять небезпеку зникаючим мархурам, які нерідко потрапляють під роги баранів, що б'ються.
На сухих територіях південно-східних, південно-західних і південних схилах хребта Хазратішох, в нижньому ярусі розташовані природні зарості фісташкового рідколісся, а загальна площа вкритих фісташковим лісом складає 3,5 тис га.